# 삼화식품
삼화식품(三和食品, 혹은 삼화식품공사)은 대한민국의 장류 식품 전문 기업으로, 본사는 대구광역시 달서구 장동 성서산업단지에 있다.

## 역사
- 1953년 11월 15일 대구 남산동에서 삼화장유사 이름으로 세웠다.
- 1956년 삼화식품공사(삼화식품)의 명칭 변경되었다[1]
- 1958년 5월 육,해,공군에 군납을 시작하여,
- 1981년에 조미 간장을 독점으로 납품을 시작하였다.
- 1989년 양조식초 회사인 새한식품을 인수.
- 1996년 새한식품을 흡수합병.
- 2006년 삼화간장 전제품에 천연암반수로 만들었다.
- 2012년 자회사 삼화F&C를 설립하였다. 현재 장류 시장의 80% 점유되었다.
- 2022년 치킨 프랜차이즈 ‘아라치’를 런칭하였다
- 2023년 창업주 양병탁 명예회장 별세
- 2024년 밀키트 프랜차이즈‘식사준비’를 인수하였다
- 2024년 자회사 삼화F&D를 설립하였다.
- 2024년 디저트 요거트 아이스크림 체인점 ‘요아정’(요거트아이스크림의정석)를 인수하였다.

## 같이 보기
- 샘표식품
- 대상
- 오뚜기